# Gary Dauberman
Gary Dauberman est un scénariste et réalisateur américain. Il est surtout connu pour avoir écrit les spin-offs de l'univers cinématographique Conjuring : Annabelle (2014), Annabelle 2 : La Création du mal (2017), La Nonne (2018) et Annabelle : La Maison du mal (2019). Il a aussi coécrit les scénarios de Ça (2017) et Ça : Chapitre 2 (2019).
Il fait ses débuts de réalisateur avec Annabelle : La Maison du mal, suivi de Salem en 2024.

## Biographie
Il a fréquenté le Delaware County Community College (en) pendant deux ans avant de rejoindre l'université Temple, où il a obtenu son diplôme en 2002.

## Filmographie
Sauf indication contraire, les informations mentionnées dans cette section peuvent être confirmées par la base de données cinématographiques IMDb,  présente dans la section « Liens externes ».

### Scénariste
- 2007 : L'Antre de l'araignée (In the Spider's Web) de Terry Winsor
- 2007 : Instinct primal (Blood Monkey) de Robert William Young
- 2008 : Le Monstre des marais (Swamp Devil) de David Winning
- 2010 : Freddy : Les Griffes de la nuit (A Nightmare on Elm Street) de Samuel Bayer
- 2011 : Destination finale 5 (Final Destination 5) de Steven Quale
- 2014 : Annabelle de John R. Leonetti
- 2014 : Black Storm (Into the Storm) de Steven Quale
- 2016 : Within : Dans les murs (Crawlspace) de Phil Claydon
- 2017 : Wolves at the Door de John R. Leonetti
- 2017 : Annabelle 2 : La Création du mal (Annabelle: Creation) de David F. Sandberg
- 2017 : Ça (It) d'Andrés Muschietti
- 2018 : La Nonne (The Nun) de Corin Hardy
- 2019 : Annabelle : La Maison du mal (Annabelle Comes Home) de lui-même
- 2019 : Ça : Chapitre 2 (It: Chapter Two) d'Andrés Muschietti
- 2024 : Salem (Salem's Lot) de lui-même
- 2025 : Until Dawn : La Mort sans fin (Until Dawn) de David F. Sandberg

### Réalisateur
- 2019 : Annabelle : La Maison du mal (Annabelle Comes Home)
- 2024 : Salem (Salem's Lot)

### Producteur
- 2019 : La Malédiction de la dame blanche (The Curse of La Llorona) de Michael Chaves